# Alex Ferns
Alexander Ferns (Lennoxtown, 13 de octubre de 1968) es un actor y personalidad de televisión británico. Su personaje en EastEnders como Trevor Morgan fue descrito como el "el villano más odiado en una serie de televisión en Gran Bretaña", mientras interpretó al personaje del 2000 al 2002. También interpretó a Rick Harper en la serie para la BBC, River City, de 2017 a 2018. Por su interpretación como Andrei Glukhov en la miniserie de 2019, Chernobyl recibió el BAFTA Scotland Award.

## Inicios
Alex Ferns es el mayor de tres hijos en su familia, quiénes se mudaron de Escocia a Sudáfrica, cuando Ferns tenía once años de edad. La familia tomó residencia en Secunda, dónde el padre de Ferns trabajaba como electricista en una planta eléctrica. Luego de terminar la secundaria, se unió a las Fuerzas de Defensa Sudafricanas y peleó en Angola entre 1987 a 1989. Luego de eso estudió Teatro en la University of Cape Town. A mediados de 1990 regresó a Reino Unido para iniciar su carrera como actor.

## Carrera
Ferns hizo aparición en The Ghost and the Darkness (1996) antes de tener algunos roles en televisión, incluyendo a Trevor Morgan en la serie televisiva, EastEnders del 2000 al 2002, por el que ganó el British Soap Award a Mejor Debutante. En 2005, Ferns interpretó al Sargento Gordon en la aclamada cinta Joyeux Noël, que fue nominada a Mejor película extranjera en los Oscars, Golden Globe Awards y el BAFTA.
En 2003, Ferns interpretó a Draco Malfoy en un sketch de Harry Potter para Comic Relief. En 2004, interpretó al comandante Martin Brooke, el papel principal, en la serie de corta duración de ITV, Making Waves. Ese mismo año apareció en Man Dancin, una producción que ganó varios premios en el circuito de festivales, incluido el de Guion Original Sobresaliente en el Festival de Cine de Sacramento. También ha aparecido en Coronation Street. También ha aparecido en la película de 2006 Shadow Man, como Schmitt, también protagonizada por Steven Seagal.
Su trabajo teatral incluye el papel de la "lombriz solitaria" (una alucinación) en I.D., una obra sobre Dimitri Tsafendas y su asesinato del primer ministro sudafricano Hendrik Verwoerd, la gira nacional de 2008 de Agatha Christie's murder mystery And Then There Were None, y Little Shop of Horrors como el Dentista. En 2011 asumió el papel del gánster escocés Jimmy Boyle en la obra sobre su vida, The Hardman, durante una gira por Escocia con críticas positivas.
También hizo una breve aparición en el anuncio de Smirnoff Vodka en 2009.
Ferns participó en la serie de televisión Celebrity Coach Trip, formando pareja con su amigo Ricky Groves. Protagonizó el papel de Luther en la reposición londinense de 2011 y la posterior gira británica de South Pacific.
En 2013, interpretó el papel de Lee en True West en el Citizen's Theatre de Glasgow. En 2014, protagonizó 24: Vive otro día. En 2016, Ferns protagonizó en ITV Vera serie 6 episodio 4 ("The Sea Glass") como Michael Quinn. También apareció en la serie de la BBC Wallander serie 4 episodio 1 ("La leona blanca") como Axel Hedeman.
Interpretó al líder de los mineros del carbón de Tula, Andrei Glukhov, en la miniserie de HBO de 2019 Chernobyl. Por esta interpretación, recibió un Premio BAFTA Escocia al mejor actor de televisión.
Ferns apareció en The Irregulars (2021) de Netflix como Vic Collins. Interpretó al comisario de policía de Gotham Pete Savage en la película de superhéroes The Batman (2022).
Apareció en la serie de Disney+ Andor como el sargento Linus Mosk, y aparecerá en la película Godzilla y Kong: El nuevo imperio (2024).